# Llista de banderes municipals del Baix Llobregat
Llista de les banderes oficials dels municipis de la comarca del Baix Llobregat.
| Bandera de Begues               | Bandera de Begues                    |
| Bandera de Cervelló             | Bandera de Cervelló                  |
| Bandera de Corbera de Llobregat | Bandera de Corbera de Llobregat      |
| Esparreguera                    | Bandera d'Esparreguera               |
| Esplugues de Llobregat          | Bandera d'Esplugues de Llobregat     |
| Martorell                       | Bandera de Martorell                 |
| El Papiol                       | Bandera del Papiol                   |
| Sant Climent de Llobregat       | Bandera de Sant Climent de Llobregat |
| Sant Vicenç dels Horts          | Bandera de Sant Vicenç dels Horts    |
| Santa Coloma de Cervelló        | Bandera de Santa Coloma de Cervelló  |
| Viladecans                      | Bandera de Viladecans                |